# Plats-i-olles
|  | Aquest article tracta sobre el cartó. Vegeu-ne altres significats a «Plats i Olles». |

Plats-i-olles (en castellà: El cacharrero) (1779) és un dels cartons per a la Real Fàbrica de Tapissos de Santa Bàrbara de Francisco de Goya, i estava destinat la decoració del menjador de Carles IV, aleshores príncep d'Astúries.
D'aquest cartó, que es troba al Museu del Prado, es van fer dos tapissos que es conserven al palau del Pardo -l'esmentat palauet dels prínceps- i a El Escorial.
El quadre va ser taxat en sis mil rals i ha estat estimat, juntament amb El para-sol (1777), com l'obra cimera del període inicial de Goya a Madrid.

## Anàlisi
Un primer terme mostra a qui el mateix Goya descriu com un valencià que ven vaixella. Dues dones i una anciana estan mirant el gènere. Aquestes tres dones estan il·luminades, i queda en penombra el venedor. La de l'esquerra, una anciana que sosté una paella, recorda la que apareix a l'obra Crist a la casa de Marta i Maria, de Velázquez, pintor pel qual Goya sentia gran admiració.
En segon pla, inicia la marxa un cotxe de cavalls, on viatja una dama que contemplem difusa a través del vidre de la portella. Dos personatges, asseguts d'esquena, l'observen. A la llunyania, s'aprecia algun personatge més i les siluetes d'edificis.
Una curiositat d'aquest quadre és la rectificació de la posició originària de la roda posterior esquerra de la carrossa, la circumferència de la qual es percep clarament al costat de la que definitivament va pintar l'aragonès.
En aquest oli apareixen constants marques de l'estil de Goya, com la presència conjunta de personatges d'elevada -a la carrossa- i humil condició social, els quincallers del primer pla, en una escena costumista i llum de ponent. També s'evoluciona en aquesta obra en la tècnica pictòrica de pinzellada solta i la presència de tocs brillants de llum aplicats a espàtula.
S'aprecia una aconseguida captació del moviment del vehicle, especialment per la figura del lacai, inclinat cap enrere per efecte de la inèrcia de l'arrencada del cotxe, efecte emfasitzat per Goya des de l'arquitectura del fons. Així mateix, és notable el mestratge impressionista en l'ús de l'esfumat amb què està tractada la dama que viatja a l'interior de la carrossa i es veu a través de la finestreta.
El tractament del color és molt notable en l'harmonia dels daurats de matisos de coure i els grisos i el blau amb el qual està tractat el cel. Destaca el treball de natura morta que constitueixen els estris dels venedors ambulants, les qualitats tàctils de les vaixelles, porcellanes, metalls, teles que estan reflectides amb mà aprimorada.